# 철산중학교
철산중학교(鐵山中學校)는 대한민국 경기도 광명시 철산동에 있는 공립 중학교이다.

## 학교 연혁
- 1983년 1월 2일 : 철산여자중학교 설립인가 (21학급)
- 1983년 3월 1일 : 초대 오원택 교장 취임
- 1983년 3월 3일 : 제1회 신입생 입학 (7학급)
- 1986년 2월 14일 : 제1회 졸업
- 2002년 12월 31일 : 교실 증축 12실
- 2003년 3월 1일 : 철산중학교로 교명 변경
- 2011년 3월 1일 : 학급 증설인가 (43학급)
- 2017년 9월 1일 : 제11대 김상덕 교장 취임
- 2024년 1월 19일 : 제39회 졸업식 450명(총 19,288명)
- 2024년 3월 4일 : 신입생 입학식 373명(13학급)

## 참고 자료
- 철산중학교 - 한국교육학술정보원 학교알리미